# Lavaveix-les-Mines
Lavaveix-les-Mines é uma comuna francesa na região administrativa da Nova Aquitânia, no departamento de Creuse. Estende-se por uma área de 4,71 km². Em 2010 a comuna tinha 653 habitantes (densidade: 138,6 hab./km²).